# Гаджиев, Ахмед Джевдет Исмаил оглы
Ахмед Джевдет Исмаил оглы Гаджиев (азерб. Cövdət İsmayıl oğlu Hacıyev; 1917—2002) — азербайджанский и советский композитор, ректор Азербайджанской государственной консерватории (1957—1969). Народный артист Азербайджанской ССР (1960). Член ВКП(б) с 1951 года.

## Биография
Джевдет Гаджиев родился 5 (18 июня) 1917 года в Нухе, ныне Шеки. В 1938 году он окончил АзГК у Л. М. Рудольфа, а в 1947 году — МГК имени П. И. Чайковского по классу Д. Д. Шостаковича, после чего начал преподавательскую деятельность в Бакинской консерватории.
Гаджиев — автор патриотической оперы «Вэтэн» («Родина»), совместно с Кара Караевым. Написал произведения для струнного квартета, фортепиано, хора и других. Джовдету Гаджиеву принадлежат 8 симфоний, симфоническая поэма «За мир!» (1951), азербайджанская сюита, симфониетта.
Восьмая симфония Дж. Гаджиева под названием «Его избрало время» посвящена Г. А. Алиеву (стихотворный текст Фариды Ляман).
Джевдет Гаджиев был супругом известной азербайджанской танцовщицы, Народной артистки Азербайджанской ССР Амины Дильбази (1919—2010).
Умер 18 января 2002 года. Похоронен в Баку на Аллее почётного захоронения.

## Награды и премии
- Народный артист Азербайджанской ССР (24.05.1960)
- Заслуженный деятель искусств Азербайджанской ССР (26.04.1958)
- Сталинская премия второй степени (1946) — за оперу «Вэтэн» (1945)
- Сталинская премия третьей степени (1952) — за симфоническую поэму «За мир!» (1951)
- орден Ленина (20.08.1986)
- Орден Октябрьской Революции (1977)
- орден Трудового Красного Знамени (09.06.1959)
- Орден «Знак Почёта» (1961)
- Орден «Слава» (17.06.1997)
- медали
- Почётная грамота Президиума Верховного Совета Азербайджанской ССР (19.04.1972)[1]